# Araǰin Xowmb 2017-2018
L'Araǰin Xowmb 2017-2018 è stata la 27ª edizione della seconda serie del campionato armeno di calcio. La stagione è iniziata il 7 agosto 2017 ed è terminata il 28 maggio 2018.

## Stagione

### Novità
Al termine della stagione 2016-2017 non ci sono state né promozioni, né retrocessioni. Tuttavia il Kotayk', nel corso della passata stagione, si è ritirato dalla competizione, mentre si sono aggiunte tre nuove compagini: l'Ararat-Armenia, l'Artsakh e il Lori (rifondato dopo lo scioglimento avvenuto nel 2005). Il numero di club è così aumentato da otto a dieci.

### Formula
Le 10 squadre partecipanti si affrontano tre volte, per un totale di 27 giornate.

## Classifica
|  | Pos. | Squadra       | Pt | G  | V  | N | P  | GF | GS | DR  |
|  | ---- | ------------- | -- | -- | -- | - | -- | -- | -- | --- |
|  | 1.   | Lori          | 69 | 27 | 22 | 3 | 2  | 74 | 16 | +58 |
|  | 2.   | Artsakh       | 65 | 27 | 21 | 2 | 4  | 77 | 16 | +61 |
|  | 3.   | Ararat-Moskva | 46 | 27 | 14 | 4 | 9  | 65 | 41 | +24 |
|  | 4.   | Banants 2     | 45 | 27 | 14 | 3 | 10 | 45 | 42 | +3  |
|  | 5.   | P'yownik 2    | 40 | 27 | 13 | 1 | 13 | 49 | 44 | +5  |
|  | 6.   | Alaškert 2    | 40 | 27 | 12 | 4 | 11 | 48 | 42 | +6  |
|  | 7.   | Ararat 2      | 25 | 27 | 7  | 4 | 16 | 36 | 55 | -19 |
|  | 8.   | Erebuni SC    | 22 | 27 | 6  | 4 | 17 | 33 | 91 | -58 |
|  | 9.   | Ganjasar 2    | 20 | 27 | 6  | 2 | 19 | 31 | 74 | -43 |
|  | 10.  | Širak 2       | 18 | 27 | 5  | 3 | 19 | 22 | 59 | -37 |

Legenda:
      Promossa in Bardsragujn chumb 2018-2019
Note:
Tre punti a vittoria, uno a pareggio, zero a sconfitta.